# Oshkosh All-Stars 1940-1941
La stagione 1940-41 degli Oshkosh All-Stars fu la 4ª nella NBL per la franchigia.
Gli Oshkosh All-Stars arrivarono primi nella regular season con un record di 20-4. Nei play-off vinsero la semifinale con gli Akron Firestone Non-Skids (2-0), vincendo poi il titolo battendo nella finale NBL gli Sheboygan Red Skins (2-0).

## Roster
| N° | Naz.                   | Ruolo | Sportivo        | Anno | Alt. | Peso |
| -- | ---------------------- | ----- | --------------- | ---- | ---- | ---- |
|    | Stati Uniti (bandiera) | AC    | Leroy Edwards   | 1914 | 193  | 91   |
|    | Stati Uniti (bandiera) | GA    | Herm Witasek    | 1913 | 188  | 95   |
|    | Stati Uniti (bandiera) | AC    | Bob Carpenter   | 1917 | 196  | 91   |
|    | Stati Uniti (bandiera) | A     | Lou Barle       | 1916 | 185  | 91   |
|    | Stati Uniti (bandiera) | GA    | Charley Shipp   | 1913 | 185  | 91   |
|    | Stati Uniti (bandiera) | GA    | Scoop Putnam    | 1914 | 183  | 79   |
|    | Stati Uniti (bandiera) | AC    | Connie Berry    | 1915 | 191  | 91   |
|    | Stati Uniti (bandiera) | GA    | Erv Prasse      | 1917 | 188  | 86   |
|    | Stati Uniti (bandiera) | G     | Tommy Nisbet    | 1916 | 178  | 75   |
|    | Stati Uniti (bandiera) | G     | Tex Mueller     | 1916 | 185  | 79   |
|    | Stati Uniti (bandiera) | G     | Pete Hecomovich | 1918 | 193  | 93   |

## Staff tecnico
- Allenatore: Lonnie Darling